# 康夢相
康夢相（1555年—1609年），字予賚，號肖野，江西吉安府泰和縣金灘人，民籍，明朝政治人物。

## 生平
萬曆四年（1576年）丙子科江西鄉試八十八名，萬曆十四年（1586年）丙戌科會試二百三十名，登二甲第六十六名進士。吏部觀政，本年九月养病。十六年八月同考順天鄉試，十七年二月授刑部主事，二十年升本部员外郎，八月升郎中，丁憂歸。升起補工部虞衡司郎中，管张秋河道。二十七年二月升为四川右参议兼佥事，备兵安绵并松潘。处置熟苗夷有方略，叙功赐金帛。二十九年四月升浙江金衢道副使，歼海寇，缚叛卒。三十二年以考察降用，三十四年十二月降调为云南左参议。三十七年二月，因云南临元参将张名世杀阿革冒充苗夷首领阿克，冒功被逮系狱，事连监军参议康梦相被革职回籍听勘，至家二月病逝。

## 家族
曾祖康德濬，號朴軒，曾任義官；祖父康廷壽，名康椿，字子壽，號仁山；父康煥亨，號古愚。母蕭氏；繼母羅氏；繼母楊氏。严侍下。兄梦桂（廪生）。弟梦松、梦梓、梦梧。